# Vancouver Volcanoes
I Vancouver Volcanoes sono una società di pallacanestro statunitense con sede a Vancouver, nello Stato di Washington. Fondati nel 2005, disputano la International Basketball League.